# Kastell Oratea
Das Kastell Oratea (auch: Kastell Oratia) ist ein römisches Hilfstruppenkastell auf dem Gebiet des zur Gemeinde Dâmbovicioara gehörenden Dorfes Podu Dâmboviței im rumänischen Kreis Argeș in der Region Muntenien. In antiker Zeit war es Bestandteil des Dakischen Limes, konkret des Abschnittes Limes Transalutanus (Transalutanischer Limes; Limes jenseits des Olt). Administrativ gehörte es zur Provinz Dacia inferior und später zur Dacia Malvensis.

## Lage und Forschungsgeschichte
Das heutige Bodendenkmal liegt rund 350 m östlich des nordöstlichen Dorfendes, auf einem Plateau unmittelbar unterhalb der Cetatea Orațea (Festung Oratea) aus dem 14. Jahrhundert. Seine Position war unter militärgeographischen Aspekten optimal gewählt, kontrollierte man doch von dort aus direkt den südlichen Zugang des die Südkarpaten querenden Pasul Bran (deutsch: Törzburg-Pass).
Die Entdeckung erfolgte erst 2019 im Rahmen eines umfangreichen, die Südkarpaten großflächig betreffenden Lidar-Projekts des Institutul de Arheologie „Vasile Pârvan” (Archäologisches Institut „Vasile Pârvan”) in Bukarest, bei dem eigentlich die Zufahrtsmöglichkeiten der mittelalterlichen Festung eruiert werden sollten. Die Arbeiten standen unter der Leitung der beiden Archäologen Eugen S. Teodor (leitender Wissenschaftler am Institut) und Dragoş Măndescu (inzwischen Direktor des Muzeul Judeţean Argeş (Kreismuseum Argeş) in Pitești). In den folgenden zwei Jahren (2020 und 2021) schlossen sich archäologische Ausgrabungen an, mit denen das Plateau unterhalb der Burg sondiert wurde.

## Archäologische Befunde
Da die Grabungen nicht abgeschlossen sind, können bestimmte absolute Aussagen zur Größe, Ausrichtung und inneren Struktur des Kastells noch nicht getroffen werden. Alle bisherigen Forschungsergebnisse basieren auf den LiDAR-Scans und insgesamt nur acht relativ schmalen und oft kurzen Sondierungsgräben, die hauptsächlich in den Randbereichen des Plateaus angelegt wurden.

### Kastell
Durch die Sondierungsschnitte zeichnet sich aber bereits ein gewisses Bild der Umwehrung und ihrer insgesamt drei Bauphasen ab. In einer ersten Bauphase bestand die Umwehrung aus einem Wall aus Erde und Torf, der auf der Oberfläche möglicherweise mit Rasensoden fixiert war und auf dessen Kamm sich eine hölzerne Palisade befand. Es konnte sogar ein überdachter hölzerner Wehrturm mit einem Grundriss von 2,78 m mal 4,20 m identifiziert werden. Dieser Wall wurde vermutlich in trajanischer Zeit angelegt. Die Holzaufbauten wurden zu einem unbekannten Zeitpunkt durch ein Feuer vernichtet, ob durch bewusstes Niederlegen des Kastells, ein Schadfeuer oder Feindeinwirkung muss zunächst offen bleiben. Die zweite Bauphase wird auf das frühe dritte Jahrhundert datiert. Die neue Palisade des Erdwalls wurde nun mit beidseitigen Steinhaufen zusätzlich gesichert. An einer Stelle konnte die Breite des Steinhaufens mit insgesamt 2,50 m und seine Höhe mit 0,9 m ermittelt werden. Die dritte Phase schließlich erfolgte etwa eine Generation später. Bei ihr handelte es sich um eine Reparaturphase, bei der die zuvor relativ kleinen Steine mit größeren Felsbrocken verstärkt wurden. Das Kastell existierte bis um die Mitte des dritten Jahrhunderts und wurde vermutlich friedlich aufgelassen. Diese grobe Chronologie deckt sich mit Forschungsergebnissen, die man schon bei früheren Untersuchungen der mittelalterlichen Burg gewonnen hatte. Bei diesen hatte man durchaus schon Funde römischer Provenienz auf dem Plateau gemacht, diese aber als Hinterlassenschaften einer Zivilsiedlung des dritten Jahrhunderts fehlinterpretiert.

### Straßen
Die heute existierende, von Westen heranführende Straße zur mittelalterlichen Festung (und zum Grabungsgelände) war nicht der Weg, der in der römischen Zeit und im Mittelalter genutzt wurde. Der Bau dieser Straße erfolgte erst in der Neuzeit. Ein weiterer Erfolg der Untersuchungen war daher die Entdeckung der römischen Straßenverbindungen und ihrer Geschichte weit über das Ende der Römerherrschaft hinaus. Da bis dahin ein westlicher Zugang als der einzig mögliche überhaupt betrachtet worden war, war es um so überraschender, als auf der Südostseite des Plateaus eine neue Straße entdeckt wurde. Obwohl sie nur 1,88 m breit war, wies sie doch Merkmale römischer Straßenbaukunst auf. Eine Schicht aus kleinen Steinen glich Bodenunebenheiten aus und unterfütterte das eigentliche Laufniveau, das aus einer Schicht deutlich größerer Steine bestand. Zur Mitte hin war der Straßenkörper schwach gewölbt und zu beiden Seiten befanden sich Entwässerungsgräben. Schließlich wurde auch am Nordrand des Plateaus eine solche Straße entdeckt, bei der sich zwei Besonderheiten zeigten. An einer Stelle, an der die Straße eine Steigung von 14,6° überwinden musste, fanden sich neben der Straße Spuren in Form von 12 cm durchmessenden und einen Meter tiefen Löchern, die in den anstehenden Fels gebohrt waren und für den Standort einer Hebevorrichtung an dieser neuralgischen Stelle sprechen. Über diese östliche Straße war eine Anbindung zu den Höhenkämmen gewährleistet. So war keine westliche Route erforderlich, auch wenn die östliche Strecke mit Sicherheit beschwerlich war und stellenweise nur mit Hilfe von technischen Hilfsmitteln wie Flaschenzügen, deren Konstruktionsspuren gefunden wurden, bewältigt werden konnte. Diese ursprünglich römische Trasse wurde jahrhundertelang immer wieder instand gesetzt und man benutzte sie bis in das 16. Jahrhundert hinein, als sie schließlich durch die westliche Route ersetzt wurde. Wenn die römische Straßenbreite den Ansprüchen der breiteren mittelalterlichen und frühneuzeitlichen Wagen und Karren nicht mehr genügte, wurde die römische Pflasterung einfach auf bis zu 3,80 m verbreitert und überdeckt, was ebenfalls archäologisch nachgewiesen werden konnte.

### Limesverlauf
Angesichts seiner Neuentdeckung stellte Teodor einige grundsätzliche Fragen zur Struktur des transalutanischen Limes, insbesondere hinsichtlich seiner topographischen Probleme in der alpinen Region der Südkarpaten. Dabei wies er unter anderem darauf hin, dass die Abstände zwischen den einzelnen Garnisonen dieses Limes schon im Flachland extrem groß seien, dass man aber unter den Bedingungen des Gebirges noch mal andere Maßstäbe anlegen müsse. Unter anderem vermaß er hierfür die Strecken zwischen den Kastellen, berücksichtigte die Steigungsgrade, errechnete auf dieser Basis die Dauer der Tagesmärsche und interpolierte quasi Flachlandäquivalente, die verdeutlichen sollten, welchen Strecken im Flachland die Gebirgsstrecken leistungsmäßig entsprächen.
| Strecke von Garnison zu Garnison             | Entfernung | Steigung | Äquivalent Flachland | Marschdauer  |
| Kastell Albota – Kastell Purcăreni           | 10,40 km   | 01,98°   | 13,49 km             | 02,7 Stunden |
| Kastell Purcăreni – Kastell Câmpulung Muscel | 33,50 km   | 02,99°   | 48,50 km             | 09,7 Stunden |
| Câmpulung Muscel – Kleinkastell Oratea       | 31,32 km   | 06,41°   | 61,46 km             | 12,3 Stunden |
| Oratea – Kastell Drumul Carului              | 08,77 km   | 10,03°   | 21,97 km             | 04,4 Stunden |
| Drumul Carului – Cumidava                    | 23,51 km   | 02,70°   | 33,05 km             | 06,6 Stunden |

Ohne den militärischen Posten Oratea hätte sich die Wegstrecke von Câmpulung Muscel nach Drumul Carului auf 40,09 km (Äquivalenzstrecke 83,43 km) erhöht und die Marschzeit auf 16,7 Stunden verlängert, was keinem Infanteristen zu leisten möglich wäre.

## Fundmaterial
Bei den Funden aus Oratea muss berücksichtigt werden, dass diese mehrheitlich aus kleinflächigen Sondierungsgräben stammen, so dass das Fundaufkommen insgesamt sehr gering ist. Zum zweiten lagen diese Gräben zum größten Teil in der Bereichen der Umwallung, so dass eine eindeutige Stratifizierung oft nicht möglich war, da natürlich bei der Erbauung der Umwallung sehr viel Aushub umgelagert wurde. So ergab sich eine quantitativ geringe, qualitativ sehr gemischte Fundsammlung. Neben Funden eindeutig römischer Provenienz findet sich auch grob gemagerte, rauhwandige Keramik, wie sie eher in älteren Kulturen gebräuchlich war und sogar eine Feuersteinklinge befindet sich unter dem Fundmaterial. Es scheint jedoch sicher, das kein stratigraphisch zusammenhängender, älterer Fundhorizont zwischen dem gewachsenen Fels und der römischen Kulturschicht vorliegt.
Oberhalb des römischen Niveaus dominieren dann eindeutig mittelalterliche Funde, unter denen Hufeisen und Nägel zur Anbringung derselben die Mehrheit bilden, sich darunter aber auch eine halb zerbrochene Kanonenkugel (1,4 kg Restgewicht) befindet, die auf das späte 15. Jahrhundert weist. Bezüglich der eindeutig römischen Funde, kann aufgrund deren starker Fragmentierung keine Typologie erstellt werden, aber sie ähnelt in ihrer Zusammensetzung der aus anderen Grenzkastellen dieser Zeit her bekannten.
Insgesamt konnten 44 Knochen geborgen werden. Da diese bei der Vorbereitung zum Kochen stark fragmentiert worden waren, konnten 27 von ihnen nicht mehr näher bestimmt werden. Die restlichen 17 verteilten sich wie folgt auf die verschiedenen Tierarten:
| Tierart     | Anzahl |
| Rind        | 10     |
| Schaf/Ziege | 04     |
| Hirsch      | 02     |
| Pferd       | 01     |

Auch wenn die Fundanzahl sehr klein und das Spektrum sehr eng ist, wird die übliche Ernährungsweise widergespiegelt, so weit sie nicht aus Pflanzen besteht: Nutzvieh dominiert, Jagd wird ausgeübt, wenn man kann, und zur Not landet auch schon mal ein Pferd auf dem Teller.

## Denkmalschutz
Die gesamte archäologische Stätte ist nach dem 2001 verabschiedeten Gesetz Nr. 422/2001 als historisches Denkmal unter Schutz gestellt. Das Gelände ist mit dem LMI-Code AG-I-s-A-13369 in der nationalen Liste der historischen Monumente (Lista Monumentelor Istorice) eingetragen. Der entsprechende RAN-Code lautet 16356.09. Zuständig ist das Ministerium für Kultur und nationales Erbe (Ministerul Culturii și Patrimoniului Național), insbesondere das Generaldirektorat für nationales Kulturerbe, die Abteilung für bildende Kunst und die Nationale Kommission für historische Denkmäler sowie weitere, dem Ministerium untergeordnete Institutionen. Ungenehmigte Ausgrabungen sowie die Ausfuhr von antiken Gegenständen sind in Rumänien verboten.